# Olympische Sommerspiele 2024/Teilnehmer (Ghana)
| Gelbes Symbol für Goldmedaillen mit stilisierten Olympischen Ringen | Graues Symbol für Silbermedaillen mit stilisierten Olympischen Ringen | Braundes Symbol für Bronzemedaillen mit stilisierten Olympischen Ringen |
| ------------------------------------------------------------------- | --------------------------------------------------------------------- | ----------------------------------------------------------------------- |
| —                                                                   | —                                                                     | —                                                                       |

Ghana nahm an den Olympischen Spielen 2024 vom 26. Juli bis zum 11. August 2024 in Paris mit 7 Athleten (5 Männer, 2 Frauen) teil. Es war die insgesamt 16. Teilnahme an Olympischen Sommerspielen.

## Teilnehmer nach Sportarten

### Leichtathletik
Bei den World Athletics Relays 2024 in Nassau qualifizierte sich die 4 × 100 m-Staffel der Männer für die Olympischen Spiele.
Laufen und Gehen
| Athleten                                                                | Wettbewerb | Vorlauf | Vorlauf | Halbfinale | Halbfinale | Finale        | Finale        | Rang          |
| Athleten                                                                | Wettbewerb | Zeit    | Rang    | Zeit       | Rang       | Zeit          | Rang          | Rang          |
| ----------------------------------------------------------------------- | ---------- | ------- | ------- | ---------- | ---------- | ------------- | ------------- | ------------- |
| Männer                                                                  |            |         |         |            |            |               |               |               |
| Benjamin Azamati                                                        | 100 m      | 10,08 s | 2       | 10,17 s    | 9          | ausgeschieden | ausgeschieden | ausgeschieden |
| Abdul-Rasheed Saminu                                                    | 100 m      | 10,06 s | 3       | 10,05 s    | 7          | ausgeschieden | ausgeschieden | ausgeschieden |
| Joseph Paul Amoah Benjamin Azamati Ibrahim Fuseini Abdul-Rasheed Saminu | 4 × 100 m  | DSQ     | DSQ     | —          | —          | ausgeschieden | ausgeschieden | ausgeschieden |

Springen und Werfen
| Athleten    | Wettbewerb | Qualifikation | Qualifikation | Finale        | Finale        | Rang |
| Athleten    | Wettbewerb | Weite/Höhe    | Rang          | Weite/Höhe    | Rang          | Rang |
| ----------- | ---------- | ------------- | ------------- | ------------- | ------------- | ---- |
| Frauen      |            |               |               |               |               |      |
| Rose Yeboah | Hochsprung | 1,88 m        | 25            | ausgeschieden | ausgeschieden | 25   |

### Schwimmen
| Athleten       | Wettbewerb     | Vorlauf | Vorlauf | Halbfinale    | Halbfinale    | Finale        | Finale        | Rang |
| Athleten       | Wettbewerb     | Zeit    | Rang    | Zeit          | Rang          | Zeit          | Rang          | Rang |
| -------------- | -------------- | ------- | ------- | ------------- | ------------- | ------------- | ------------- | ---- |
| Frauen         |                |         |         |               |               |               |               |      |
| Joselle Mensah | 50 m Freistil  | 26,81 s | 36      | ausgeschieden | ausgeschieden | ausgeschieden | ausgeschieden | 36   |
| Männer         |                |         |         |               |               |               |               |      |
| Harry Stacey   | 100 m Freistil | 51,12 s | 52      | ausgeschieden | ausgeschieden | ausgeschieden | ausgeschieden | 52   |